# 자궁경부무력증
자궁경부무력증(子宮頸部無力症, cervical incompetence) 또는 자궁경관무력증(子宮頸管無力症)은 임신 중인 여성의 자궁경부가 임신기에 이르기 전에 확장되고 소실되기 시작하는 질병이다. 자궁경부무력증의 정의는 다양하지만 흔히 쓰이는 정의는 임신 중기에 어떠한 임상적 수축의 증상 없이 자궁경이 무력해지는 것이다. 자궁경부무력증은 임신 중기나 후기에 유산이나 조산을 일으킬 수 있다.
메이오 클리닉이 제공한 통계에 따르면, 자궁경부무력증은 미국에서 상대적으로 희귀한 질환이지만 임신 중기에서의 유산 중 20~25% 정도를 일으키는 것으로 짐작된다.
최근 우리나라에서는 고령임신 및 시험관 시술 증가로 다태임신이 급증하고 있다. 이로 인한 조산율 역시 50%를 넘는 것으로 알려져 있다. 이는 조산 예방이 단순한 개인의 문제가 아니라 국가적 차원에서 대응해야 할 ‘저출산 시대의 과제’임을 보여준다.
국내뿐만 아니라 세계적으로도 매우 중요한 관심사로 떠오르고 있는 조산은 임신 37주 전에 아이를 출산하는 것을 의미한다. 이때 25주 이전에 태어나는 신생아 50%가 최소 1가지 이상의 장애를 가질 정도로 후유증이 크다. 
주목할 만한 점은 출생 시기를 1주일만 연장해도 신생아 생존율이 매우 높아진다는 점이다. 일반적으로 24주 미만에서는 생존율이 0.7%밖에 안 되지만 25주에서는 31%, 26주에서는 75%로 늘어난다. 이에 의료계에서는 임신 주수를 하루라도 더 연장시킬 수 있도록, 조산의 원인 중 약 15%를 차지하는 자궁경부무력증에 대한 치료가 반드시 이뤄져야 한다고 보고 있다. 

## 진단
자궁경부무력증의 진단은 수축 및 분명한 기타 병변 없이 임신 초기 이후 흔히 나타나는 무통 자궁경부확장의 이력에 기반한다.
일반적으로, 자궁 경관은 최소 30 mm의 길이를 지니고 있다. 자궁경부무력증은 그 정의가 다양하다. 그러나 일반적인 정의는 길이가 25 mm 미만, 24주의 재태기간 이전이다. 조산의 위험은 자궁 경관의 길이에 역비례한다.
- 25 mm 미만: 18%의 조산 위험
- 20 mm 미만: 25%의 조산 위험
- 15 mm 미만: 50%의 조산 위험

## 위험 요인
자궁경부무력증의 요인들은 다음과 같다
- 과거 임신 시 자궁경부무력증의 진단, 또는 자궁경부원형결찰술 시술경력
- 과거의 조산 및 빈번한 유산수술(소파술경력), 습관성유산 경력
- 원추절제술의 이력
- 자궁경부의 해부조직상결함을 일으킬 수 있는 [디에틸스틸베스트롤]의 노출: 우리나라에서는 드물다
- 자궁 기형 (쌍각자궁, 중격자궁, 쌍자궁)
- 빈번한 인공수정 및 자궁경수술경력 (빈번한 자궁내수정 및 시험관임신등)
- 쌍둥이 임신, 양수과다증 등의 자궁내부 압력이 높은 경우
- 각종 부인과질환 (자궁근종, 자궁선근증, 자궁내 폴립, 자궁경부폴립등)
- 각종 염증 (특히 만성자궁경부염)

## 치료
자궁경부무력증은 자궁경부 원형결찰술을 이용하여 치료할 수 있다.
자궁경부무력증을 예방 또는 치료하기 위해서는 수술적 조치가 필요한데, 수술을 시행하는 환경에 따라 다음의 3단계로 구분된다. 1단계는 예방, 2, 3단계는 치료목적의 수술이다.
- 1단계 (primary)수술: 예방목적의 수술 (Prophylactic cerclage)

- 과거 조산된 임신경력이나 여러 가지 유발인자의 존재로 인하여 자궁경부무력증이 의심되는 경우에 조산의 예방목적으로 시행하는 것으로서 임신 13-16주에 미리 자궁경부를 단단히 묶어주는 수술이다. 이러한 수술들로 만삭까지 유지되는 성공률은 약 85%에 달한다. 
- 2단계 (secondary) 수술: 긴급 수술 (Urgent cerclage)

- 자궁경부의 길이가 2.5cm 이하로 측정되거나, 양막이 자궁경부의 안쪽 경계선을 지나 경부의 내부까지 내려온 경우 시행하는 수술이다.
- 3단계 (tertiary) 수술: 응급 수술 (Emergent cerclage)

- 양막이 자궁경부를 완전히 지나서 질내부까지 돌출된 경우, 양막을 다시 자궁내로 회복시킨후에 자궁경부를 묶어주는 수술이므로 어려운 수술이다. 따라서 전문센터나 경험이 많은 전문의를 찾아야 한다.
- 2차수술 (재수술) : 위와 같은 수술을 시행한 후에 24-28주 이전에 다시 양막이 경부 또는 질내로 돌출되는 경우 시행하는 수술이다. 3단계수술보다도 수술이 어렵다는 인식때문에 지금까지는 잘 시행되지 않고 있었으나, 임신기간을 28주이후 까지 연장시키는 마지막 방법이기도 하다. 전문센터나 경험이 많은 전문의를 찾아야 한다.

## 수술방법
수술방법으로는 여러 가지 “자궁경부원형결찰술(cerclage)” 기법들이 동원되는데 대표적인 방법으로서 질식수술 (질쪽으로 접근하여 수술하는 방법)  및 복식수술 (개복하여 수술하는 방법) 방법이 있다. 
- 질식수술법은 다시 3가지로 나뉘는데, 쉬로드카(Shirodkar Cerclage), 맥도날드(McDonald cerclage) 방법 및 더욱 성공률을 높이기 위하여 개발된 더블맥도날드(Double McDonald Cerclage) 수술방법이 있다.
- 쉬로드카 수술법: 자궁내구의 높이에서 자궁경부를 일부 절개하고 봉합사가 돌출되지 않도록 자궁경부 내부로 들어가 돌려서 묶는 방법이다.
- 맥도날드 수술법:이 수술법은 자궁경부를 절개하지 않고 봉합사가 자궁경부를 원형으로 돌아가면서 4곳, 예를 들면 3시, 6시, 9시, 12시 방향에서 노출되면서 경부를 돌려묶는 방법이다. 쉬로드카에서보다 출혈도 적고 수술시간도 단축되면서 수술성공율도 비슷하여 많이 사용되는 방법이다. 수술후 흉터도 많이 남기지 않는다.
- 더블맥수술법 : 맥도날드수술의 성공률을 높이기 위하여 개발된 방법으로서 기존 수술부위 아래로 한번 더 돌려묶는 방법으로서 자궁경부를 2중으로 견고하게 결찰하게 된다. 기존의 맥도날드수술법보다 높은 성공률이 학회에 보고되었으며 2단계 및 3단계 수술에서 많이 사용되며, 최근 2차수술(재수술)에도 적극적으로 이용되어 높은 성공률이 보고되고 있다.

## 참고 문헌
- The first revision of this article was adapted from material from the public domain source "Summary Report: ICD-9-CM coordination and maintenance committee", published at https://web.archive.org/web/20051223102344/http://www.cms.hhs.gov/paymentsystems/icd9/icd111700.pdf.
- The efficacy of emergency cervical cerclage in singleton and twin pregnancies: a systematic review with meta-analysis. Hulshoff CC, Bosgraaf RP, Spaanderman MEA, Inthout J, Scholten RR, Van Drongelen J.Am J Obstet Gynecol MFM. 2023 Jul;5(7):100971. doi: 10.1016/j.ajogmf.2023.100971. Epub 2023 Apr 20.PMID: 37084870